# Holger Kaints
Holger Kaints (* 4. Januar 1957 in Tallinn) ist ein estnischer Schriftsteller und Kritiker.

## Leben
Holger Kaints hat nach seiner Schulausbildung eine Zeitlang im Buchhandel gearbeitet und lebt derzeit als freiberuflicher Autor in Tallinn. Er ist seit 2009 Mitglied des Estnischen Schriftstellerverbandes.

## Werk
Kaints debütierte 2003 mit einer Dystopie, die im Jahre 2012 spielt, in dem die Sowjetunion noch existiert. Die Kritik ging mit dem Werk jedoch hart ins Gericht, und nach Meinung eines Kritikers war der Autor damit schlicht „durchgefallen“. Dennoch schrieb der Autor weiter und landete mit seinem zweiten Buch, das 2009 erschien, einen ersten Erfolg. In dem Flugzeugbeobachter wird einerseits eine psychologische Analyse der Sowjetnostalgie vorgenommen, die es bei manchen Bewohnern Estlands sicher gibt, andererseits werden die „Segnungen“ der politischen Wende auch karikiert, indem die Hauptperson zum Beispiel ein NATO-Geheimgefängnis am Tallinner Stadtrand vermutet. Das Buch wurde 2009 mit dem Schlangenfüllfederhalter-Preis (Siugjas sulepea) ausgezeichnet.
Danach legte Kaints weitere Romane vor und betätigt sich auch als Kritiker.

## Bibliographie
- Teekond mäetipu poole ('Reise zum Berggipfel'). Tallinn: Eesti Raamat 2003. 208 S., rez Lng 3/2004, 464-465
- Lennukivaatleja ('Der Flugzeugbeobachter'). Tallinn: SA Kultuurileht 2009. 143 S. (Loomingu Raamatukogu 13-15/2009)
- Mardika umb ehk Minu väike hullumaja ('Die Käfer-Sackgasse oder Mein kleines Irrenhaus'). Tallinn: Varrak 2010. 247 S.
- Kõrvalepõige ('Abstecher'). Tallinn: Varrak 2012. 365 S.
- Päev, mil Stalin suri. Lühiproosat aastatest 2002-2014 ('Der Tag, an dem Stalin starb. Kurzprosa aus den Jahren 2002-2014'). Tallinn: EKSA 2015. 143 S.

## Sekundärliteratur
- Peeter Helme: Psühholoogiline reis nõukogude nostalgia (ala)teadvusse, in: Looming 4/2010, S. 591–593.
- Arno Oja: Kommunismi mäetipult Mardika umba, in: Keel ja Kirjandus 2/2011, S. 133–135.
- Berk Vaher: Kaintsi umb, in: Looming 4/2011, S. 577–580.